# زاك كيربي
زاك كيربي (بالإنجليزية: Zach Kirby)‏ (2 يناير 1985 في الولايات المتحدة - ) هو لاعب كرة قدم أمريكي في مركز الدفاع. لعب مع لوس أنجلوس غلاكسي وWilmington Hammerheads FC ‏ وأتلانتا سيلفرباكس وFort Lauderdale Strikers (2006–2016) ‏.

## وصلات خارجية
- زاك كيربي على موقع قاعدة بيانات كرة القدم.إي يو (الإنجليزية)